# Neottia inayatii
Neottia inayatii là một loài thực vật có hoa trong họ Lan. Loài này được (Duthie) Schltr. mô tả khoa học đầu tiên năm 1911.